# Upplands runinskrifter 102

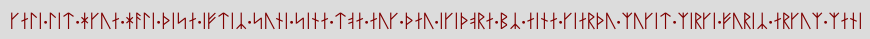
Runslingan på U 102

Runinskrift U 102 är ristad på en runhäll i bostadsområdet Viby i Sollentuna kommun, Uppland.

## Placering
Runhällen finns i en liten skogsdunge ett tiotal meter väster om Rävgärdsvägen i Viby, Sollentuna, mitt emot en förskola. Omkring femtio meter öster om stenen ligger sjön Ravalens nordvästra del. 
Runhällen är belägen i en sluttning där den blir hårt angripen av mossa och nedfallande löv. Inskriften är grund och inte uppmålad (2008). En mindre informationsskylt finns på platsen. 

## Inskrift
Runor:ᚴᛅᛚᛁ᛫ᛚᛁᛏ᛫ᚼᚴᚢᛅ᛫ᚼᚨᛚᛁ᛫ᚦᛁᛋᛅ᛫ᛁᚠᛏᛁᛦ᛫ᛋᚢᚾᛁ᛫ᛋᛁᚾᛅ᛫ᛏᚮᛅ᛫ᛅᚢᚴ᛫ᚦᛅᚢ᛫ᛁᚴᛁᚦᚮᚱᛅ᛫ᛒᛦ᛫ᛅᛁᚾᛅ᛫ᚴᛁᛅᚱᚦᚢ᛫ᛘᚢᚴᛁᛏ᛫ᛘᛁᚱᚴᛁ᛫ᚠᚢᚱᛁᛦ᛫ᛅᚱᚴᚢᛘ᛫ᛘᛅᚾᛁ
Translitterering av runraden:
kal|/kal|i| |lit/|l|it hkua heli þisa iftiʀ · suni sina toa · auk þau ikiþora · bʀ- (a)ina kiarþu mukit mirki furiʀ arkum mani
Normalisering till runsvenska:
Kal/Kali let haggva hælli þessa æftiʀ syni sina tva, ok þau Ingiþora br[o] æina giærðu, mykit mærki fyriʀ margum(?) manni.
Översättning till nusvenska:
Kale lät hugga denna häll efter sina två söner, och han och Ingetora gjorde en bro, ett stort minnesmärke inför många män.

## Historia
Runhällen har varit känd sedan långt tillbaka, men blev helt bevuxen av mossa och återupptäcktes av en tillfällighet 1924.
Med bron avses förmodligen en bro över norra delen av sjön Ravalen där den förhistoriska landsvägen mot Uppsala gick förbi. Sannolikt har det funnits flera broar och vattenstånd var cirka fem meter högre under 1000-talet än idag. Att bygga en bro hade även en viktig symbolisk betydelse. Den hjälpte den dödes själ genom skärselden till paradiset.

## Bilder

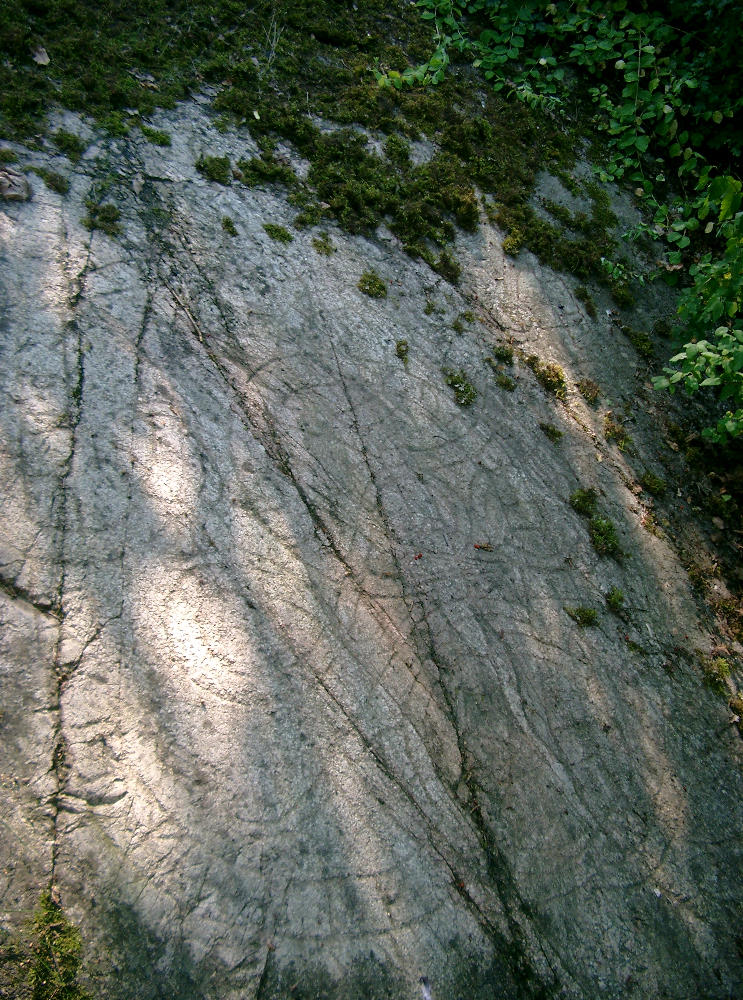
U 102 i Viby, augusti 2004
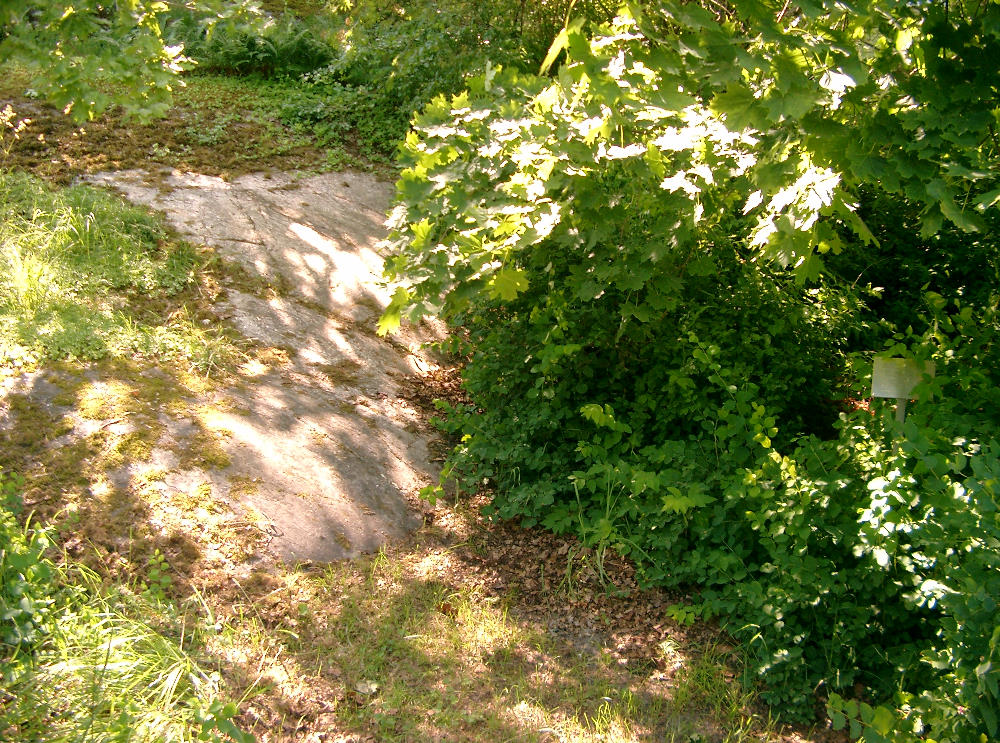
U 102 i Viby, juli 2005
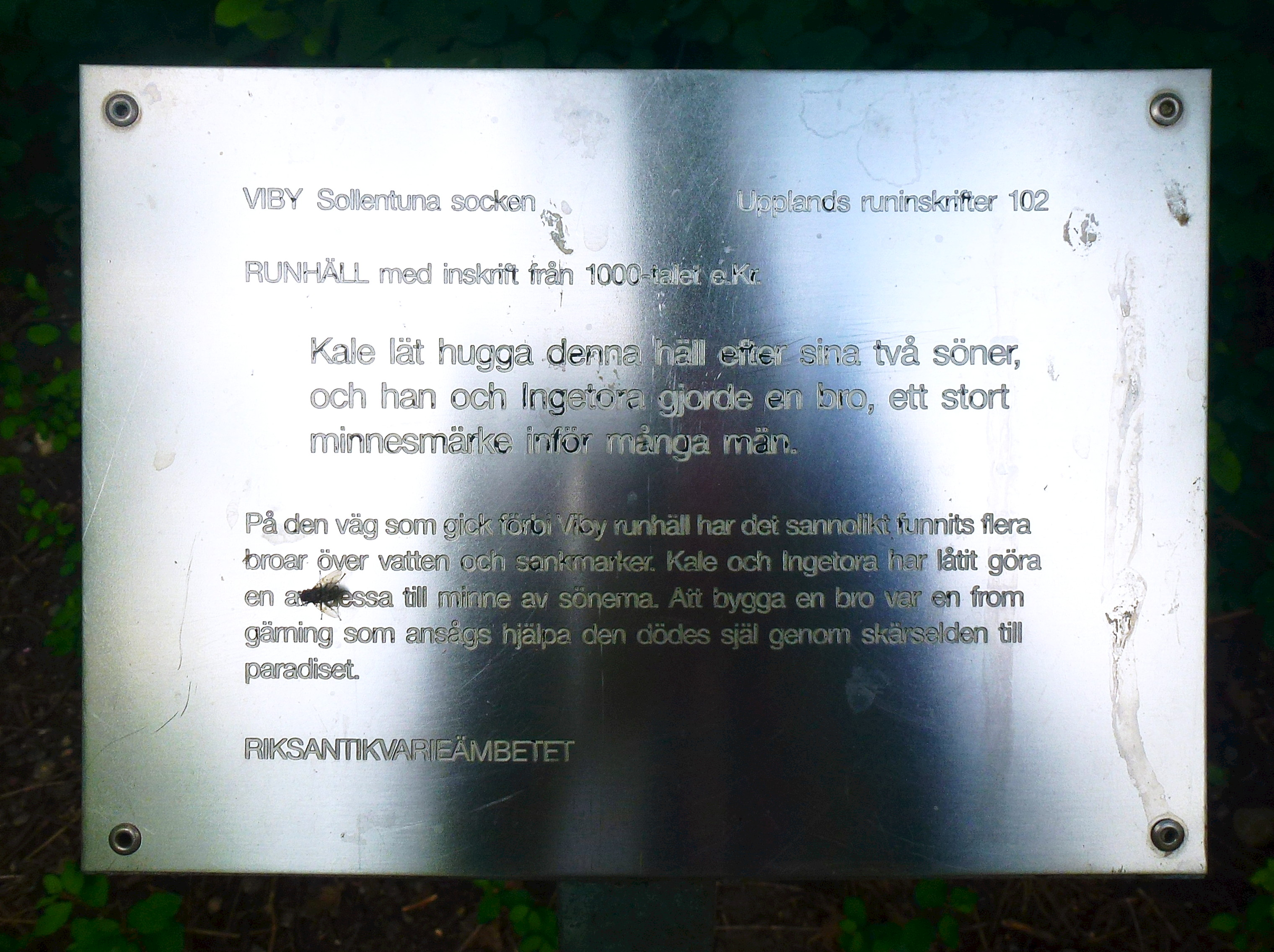
U 102, RAÄ:s informationsskylt
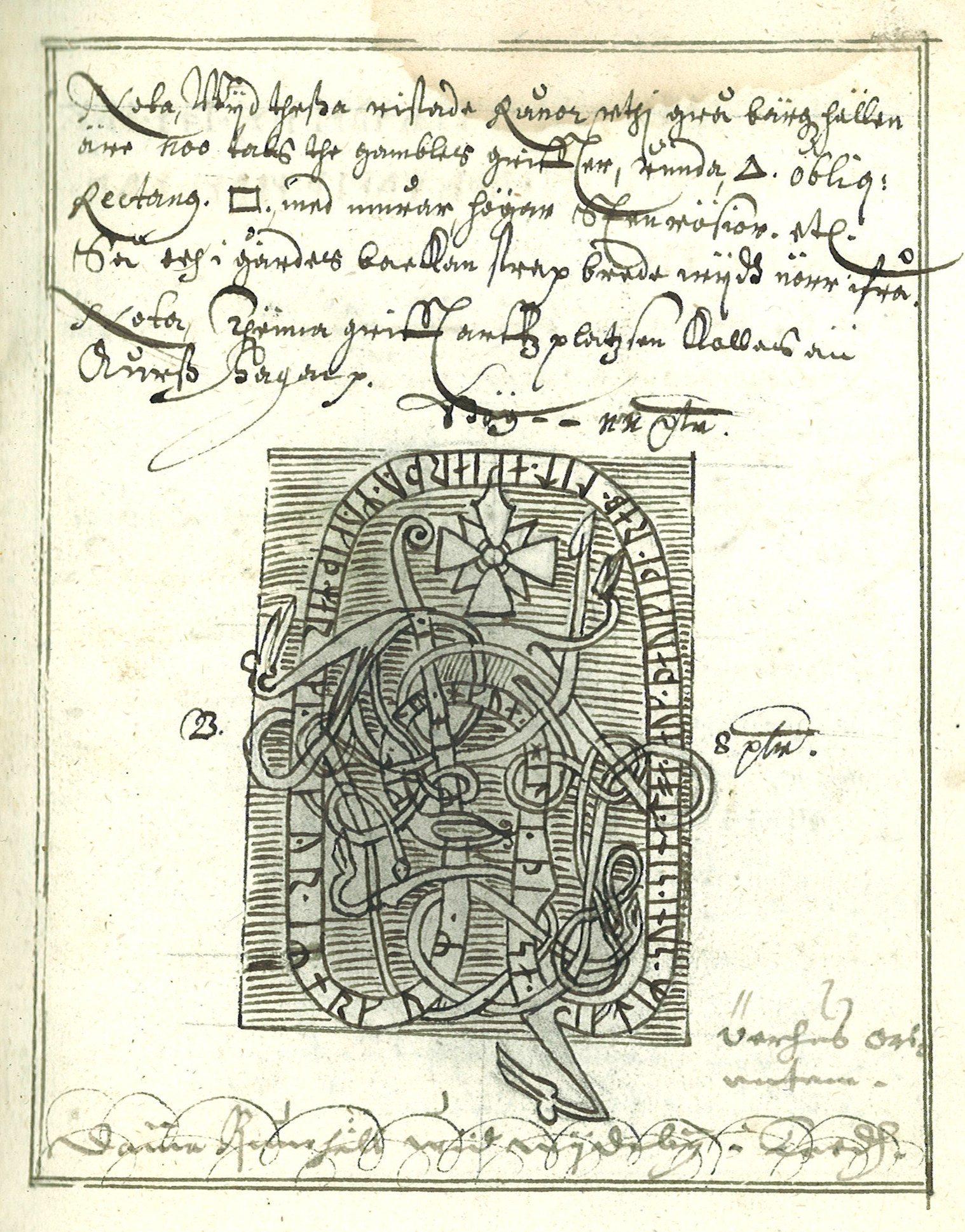
Martin Aschaneus avbildning av U 102